# Волошинка
Волошинка (каз. Волошинка) — село в Есильском районе Северо-Казахстанской области Казахстана. Административный центр Волошинского сельского округа. Код КАТО — 594241100.

## История
Основано в 1911 г. В 1961—1996 гг. — центральная усадьба зерносовхоза «Пушкинский».

## Население
В 1999 году население села составляло 858 человек (422 мужчины и 436 женщин). По данным переписи 2009 года, в селе проживало 680 человек (335 мужчин и 345 женщин).